# Han River Police
Han River Police (koreanischer Originaltitel: 한강) ist eine südkoreanische Serie, die von den Produktionsfirmen Arc Media und Filmonster für die Walt Disney Company umgesetzt wurde. In Südkorea fand die Premiere der Serie am 13. September 2023 als Original durch Disney+ via Star statt. Im deutschsprachigen Raum erfolgte die Erstveröffentlichung der Serie am selben Tag durch Disney+ via Star.

## Handlung
Das Team rund um die Han River Police in Seoul widmet sich der Aufklärung und Verhinderung von Verbrechen sowie dem Schutz der Zivilbevölkerung und des Flusses Han, der durch die südkoreanische Hauptstadt fließt.

## Besetzung
| Rolle          | Schauspieler    |
| -------------- | --------------- |
| Han Du-jin     | Kwon Sang-woo   |
| Go Gi-seok     | Lee Sang-yi     |
| Lee Cheon-seok | Kim Hee-won     |
| Do Na-hee      | Bae Da-bin      |
| Kim Ji-soo     | Shin Hyun-seung |
| Baek Chul      | Park Ho-san     |
| Lee Jung-chan  | Ryu Yeon-seok   |

## Episodenliste
| Nr. | Deutscher Titel | Originaltitel | Erstveröffentlichung (Südkorea) | Deutschsprachige Erstveröffentlichung (D/A/CH) |
| --- | --------------- | ------------- | ------------------------------- | ---------------------------------------------- |
| 1   | Folge 1         | 제 1화        | 13. Sep. 2023                   | 13. Sep. 2023                                  |
| 2   | Folge 2         | 제 2화        | 13. Sep. 2023                   | 13. Sep. 2023                                  |
| 3   | Folge 3         | 제 3화        | 20. Sep. 2023                   | 20. Sep. 2023                                  |
| 4   | Folge 4         | 제 4화        | 20. Sep. 2023                   | 20. Sep. 2023                                  |
| 5   | Folge 5         | 제 5화        | 27. Sep. 2023                   | 27. Sep. 2023                                  |
| 6   | Folge 6         | 제 6화        | 27. Sep. 2023                   | 27. Sep. 2023                                  |